# Sporting Kansas City II
Lo Sporting Kansas City II, precedentemente noto come Swope Park Rangers, è una società calcistica statunitense con sede a Kansas City, nel Kansas.
Milita nella MLS Next Pro, la terza divisione del campionato nordamericano di calcio e campionato riserve della MLS.
Disputa le proprie partite interne presso il Children's Mercy Park, impianto dotato di una capienza di 18.467 posti. Fondata nel 2015, è la squadra riserve della franchigia MLS dello Sporting Kansas City.

## Storia
Il 22 ottobre 2015, gli Swope Park Rangers, il cui nome derivava da un soprannome della squadra riserve dello Sporting Kansas City, furono ufficialmente annunciati come una nuova squadra della USL, fungendo così come nuova squadra affiliata della franchigia MLS in sostituzione dell'Oklahoma City Energy. Il primo allenatore della storia della squadra fu il canadese Marc Dos Santos, ex coach dell'Ottawa Fury, il quale fu ufficialmente affidato questo ruolo il 20 novembre 2015.
Già alla sua prima stagione nella lega, nel 2016, la squadra fu capace di qualificarsi per i playoff al termine di una campagna con 14 vittorie, 6 pareggi e 10 sconfitte che le valse il quarto posto della propria conference. Nella postseason, i Rangers riuscirono a raggiungere la finalissima del campionato, dopo aver vinto la Western Conference sconfiggendo nell'ordine il L.A. Galaxy II, l'Orange County e i Vancouver Whitecaps II prima di essere sonoramente battuti nella finale disputata alla Red Bull Arena dai New York Red Bulls II, usciti vincitori con il netto risultato di 5-1. 
Al termine della stagione, con l'addio di Dos Santos, il suo assistente Nikola Popovic prese le redini della squadra per la stagione successiva. Il 2017 fu un'altra ottima annata per la squadra, che terminò nuovamente quarta nella Western Conference (con 17 vittorie, 7 pareggi e 8 sconfitte) e che raggiunse nuovamente la finale del campionato dopo aver eliminato ai playoff il Phoenix Rising, il Sacramento Republic e l'OKC Energy. In finale, però, la squadra uscì nuovamente sconfitta, stavolta dal Louisville City con il risultato di 1-0. Il 17 novembre successivo, l'allenatore Popovic si dimise. Al suo posto fu ingaggiato il brasiliano Paulo Nagamura.
Nel 2018 la squadra conquistò per l'ultima volta l'accesso ai playoff, frutto di un settimo posto nella Western Conference. Nella postseason, però, stavolta la formazione non riuscì a ripetere le cavalcate degli anni passati e, dopo aver eliminato il Sacramento Republic al primo turno, uscì sconfitta già alle semifinali di conference, battuta dal Phoenix Rising per 4-2.
Per la stagione 2019, per motivi organizzativi, il club fu spostato nell'Eastern Conference dell'USL Championship.
Il 30 novembre 2019, il club annunciò che gli Swope Park Rangers avrebbero cambiato nome in Sporting Kansas City II in vista della stagione 2020.

## Stadio
Lo Sporting Kansas City II disputa le proprie partite casalinghe presso il Children's Mercy Park di Kansas City (Kansas), impianto dotato di una capienza di 18.467 posti.
Nei primi due anni di esistenza del club, quando era ancora noto col nome di Swope Park Rangers, la squadra utilizzava invece prevalentemente lo Swope Park Village di Kansas City (Missouri) come impianto di casa, sebbene alcuni incontri si tenessero già allora presso il Children's Mercy Park. Nel 2018, con il passaggio dello status della USL da lega di terza a lega di seconda divisione, e di conseguenza in seguito all'innalzamento degli standard per gli stadi, i Rangers spostarono la sede dei loro match casalinghi nella città di Overland Park, più precisamente nell'impianto denominato Shawnee Mission District Stadium, un impianto capace di contenere 7.500 spettatori e che aveva di recente beneficiato di un restyling dal valore complessivo di 6 milioni di dollari. Tuttavia, presumibilmente a causa di alcuni problemi con il terreno di gioco, già dopo soli due match casalinghi la società annunciò che avrebbe disputato tutti i restanti incontri interni della stagione al Children's Mercy Park, dove gioca ancora oggi.

## Rosa 2019
| N. |                        | Ruolo | Calciatore          |
| -- | ---------------------- | ----- | ------------------- |
| 13 | Stati Uniti (bandiera) | C     | Gianluca Busio      |
| 16 | Stati Uniti (bandiera) | D     | Graham Smith        |
| 18 | Stati Uniti (bandiera) | P     | Eric Dick           |
| 23 | Stati Uniti (bandiera) | C     | Tyler Freeman       |
| 24 | Stati Uniti (bandiera) | C     | Gedion Zelalem      |
| 26 | Stati Uniti (bandiera) | D     | Jaylin Lindsey      |
| 31 | Stati Uniti (bandiera) | P     | Brooks Thompson     |
| 32 | Argentina (bandiera)   | D     | Luis Olivera        |
| 33 | Giamaica (bandiera)    | D     | Rennico Clarke      |
| 39 | Camerun (bandiera)     | C     | Jerome Ngom Mbekeli |
| 43 | Stati Uniti (bandiera) | D     | Mark Segbers        |
| 44 | Stati Uniti (bandiera) | D     | Camden Riley        |
| 45 | Stati Uniti (bandiera) | P     | John Pulskamp       |
| 47 | Stati Uniti (bandiera) | C     | Tucker Lepley       |
| 48 | Stati Uniti (bandiera) | C     | Kaveh Rad           |
| 49 | Stati Uniti (bandiera) | C     | Will Little         |
| 50 | Stati Uniti (bandiera) | D     | Dylan Hooper        |

| N. |                          | Ruolo | Calciatore            |
| -- | ------------------------ | ----- | --------------------- |
| 53 | Francia (bandiera)       | C     | Killian Colombie      |
| 54 | Corea del Sud (bandiera) | A     | Gyu-won Chong         |
| 63 | Stati Uniti (bandiera)   | A     | Tucker Stephenson     |
| 64 | Stati Uniti (bandiera)   | C     | Jake Davis            |
| 67 | Stati Uniti (bandiera)   | P     | Max Trejo             |
| 70 | Portogallo (bandiera)    | C     | Zé Pedro              |
| 75 | Malaysia (bandiera)      | C     | Wan Kuzain            |
| 77 | Ecuador (bandiera)       | C     | Camilo Benítez        |
| 79 | Ghana (bandiera)         | C     | William Opoku Mensah  |
| 84 | Stati Uniti (bandiera)   | C     | Jahon Rad             |
| 85 | Colombia (bandiera)      | C     | Felipe Hernández      |
| 91 | Stati Uniti (bandiera)   | A     | Ethan Vanacore-Decker |
| 92 | Brasile (bandiera)       | D     | Alexsander            |
| 95 | Francia (bandiera)       | C     | Rassambek Akhmatov    |
| 96 | Stati Uniti (bandiera)   | A     | Wilson Harris         |
| 98 | Marocco (bandiera)       | C     | Ayyoub Allach         |
| 99 | Stati Uniti (bandiera)   | P     | Gavin Krenecki        |